# 伊刀王
伊刀王（いとおう、生没年不詳）は、奈良時代の皇族。官位は従五位上・諸陵頭。

## 経歴
孝謙朝の天平勝宝5年（753年）无位から従五位下に直叙される。その後、天平宝字7年（763年）縫殿頭、神護景雲2年（768年）雅楽頭と淳仁朝から称徳朝にかけて京官を務める。またこの間の神護景雲4年（770年）称徳天皇が重態に陥る中で、住吉神の命令を受けるために住吉大社に派遣されている。
光仁朝初頭の宝亀2年（771年）閏3月に木工頭に任ぜられるが、同年9月には紀伊守として地方官に転じる。宝亀6年（775年）22年ぶりの昇叙を受けて従五位上となり、宝亀8年（777年）諸陵頭に任官して京官に復している。
なお、天平宝字元年（757年）に陸奥国に配流され、宝亀11年（780年）2月に赦免された伊刀王、天平宝字2年（758年）8月に无位から従五位下に叙爵された伊刀王（女性）は、それぞれ全くの別人である。

## 官歴
『続日本紀』による。
- 天平勝宝5年（753年） 5月10日：従五位下（直叙）
- 天平宝字7年（763年） 正月9日：縫殿頭
- 神護景雲2年（768年） 7月1日：雅楽頭
- 宝亀2年（771年） 閏3月1日：木工頭。9月16日：紀伊守
- 宝亀6年（775年） 正月16日：従五位上
- 宝亀8年（777年） 2月14日：諸陵頭